# HD 23552
HD 23552，又名BD+50 825，SAO 24231、HR 1160，是一颗恒星，视星等为6.14，位于銀經149.16，銀緯-2.9，其B1900.0坐标为赤經3h 40m 55.8s，赤緯+50° -2.9′ 36″。